# Eric Steelberg
Eric Wesley Steelberg est un directeur de la photographie américain né le 1er avril 1977. Il est un collaborateur fréquent de Jason Reitman, ayant travaillé avec lui sur Juno (2007), In the Air (2009), Young Adult (2011), Last Days of Summer (2013), Men, Women & Children (2014), Tully (2018) et SOS Fantômes : L'Héritage (2021).

## Biographie

### Jeunesse
Eric Steelberg est né en 1977 à Northridge, dans la banlieue de Los Angeles. Son père est avocat et sa mère est femme au foyer. Il s'intéresse au cinéma et à la photographie dès son plus jeune âge ; au lycée, il prend des cours de photographie et crée un club de cinéma. Haskell Wexler rend un jour visite au club pour discuter de photographie, ce que Steelberg décrit comme « une expérience religieuse pour moi et qui m'a aidé à devenir le geek attitré de la caméra ». Après le lycée, il étudie la photographie au Santa Monica College et prévoit de passer à l'UCLA School of Theater, Film and Television, mais il quitte Santa Monica après deux ans sans avoir obtenu de diplôme.

### Carrière
Steelberg tourne son premier film, un court-métrage intitulé The Quiz, réalisé par l'un de ses amis, étudiant à l'Université de Californie du Sud, à l'âge de 15 ans. En 1999, il tourne le court-métrage H@ pour le scénariste et réalisateur Jason Reitman, que Steelberg a connu au lycée, puis In God We Trust de Reitman en 2000. Il travaille ensuite avec Reitman sur des publicités que ce dernier réalise avant de tourner des publicités et des courts métrages pour d'autres réalisateurs.
Le premier long métrage de Steelberg en tant que directeur de la photographie est Echo Park, L.A. (Quinceañera), sorti en 2006. Après sa sortie, il est approché par Jason Reitman, qui lui demande de tourner Juno, que Reitman est en train de réaliser. Son projet suivant est (500) jours ensemble (2009) ; il a été recommandé à Marc Webb, le réalisateur du film, par l'un des producteurs de Juno. Il tourne ensuite la comédie romantique Trop loin pour toi (Going the Distance) de Nanette Burstein, sortie en 2010. Il collabore avec Reitman sur plusieurs autres films : In the Air (Up in the Air, 2009), Young Adult (2011), Last Days of Summer (Labor Day, 2013), et Men, Women & Children (2014). En 2015, Steelberg a tourné cinq longs métrages pour Reitman. Juno et In the Air ont tous deux été nommés à l'Oscar du meilleur film.
À la télévision, Steelberg assure la photographie de l'épisode pilote de Lone Star et de la deuxième saison de Kenny Powers (Eastbound & Down). Il est membre de l'American Society of Cinematographers (ASC) et de l'Academy of Motion Picture Arts and Sciences (AMPAS).
Le 11 novembre 2020, il est annoncé que Steelberg sera le directeur de la photographie de la série Hawkeye des Marvel Studios.

## Filmographie

### Cinéma

#### Longs-métrages
- 1996 : Waiting for Mo de Zaki Gordon
- 2005 : Overachievers de Jim Kehoe
- 2005 : Age of Kali de Rafal Zielinski
- 2006 : Echo Park, L.A. (Quinceañera) de Richard Glatzer et Wash Westmoreland
- 2007 : Givré ! (Numb) de Harris Goldberg
- 2009 : (500) jours ensemble (500 Days of Summer) de Marc Webb
- 2009 : College Rock Stars (Bandslam) de Todd Graff
- 2009 : In the Air (Up in the Air) de Jason Reitman
- 2010 : Trop loin pour toi (Going the Distance) de Nanette Burstein
- 2011 : Young Adult de Jason Reitman
- 2013 : Last Days of Summer (Labor Day) de Jason Reitman
- 2014 : Le Pari (Draft Day) d'Ivan Reitman
- 2014 : Men, Women and Children (Men, Women & Children) de Jason Reitman
- 2017 : Baywatch : Alerte à Malibu (Baywatch) de Seth Gordon
- 2018 : Tully de Jason Reitman
- 2018 : Front Runner : Le Scandale (The Front Runner) de Jason Reitman
- 2019 : Dolemite Is My Name de Craig Brewer
- 2021 : SOS Fantômes : L'Héritage (Ghostbusters: Afterlife) de Jason Reitman
- 2024 : SOS Fantômes : La Menace de Glace (Ghostbusters: Frozen Empire) de Gil Kenan
- 2024 : Saturday Night de Jason Reitman

### Télévision
- 2010 : Lone Star
- 2010 : Kenny Powers (Eastbound & Down) : saison 2
- 2015 : Wicked City : épisode pilote
- 2016 : Billions : épisode pilote
- 2017 : Crashing : épisode pilote
- 2017 : Good Doctor (The Good Doctor) : épisode pilote
- 2019 : The Fix : épisode pilote
- 2021 : Hawkeye : 3 épisodes